# Нікколо Боніфаціо
Нікколо Боніфаціо (італ. Niccolò Bonifazio, нар. 9 жовтня 1993 у Кунео, Італія) — італійський професійний шосейний велогонщик, який  виступав з 2019 року за команду «Total Direct Énergie». 

## Досягнення

#### Одноденки
| Монументальні         |      |      |      |      |
| Змагання              | 2014 | 2015 | 2016 | 2017 |
| Мілан — Сан-Ремо      | —    | 5    | 17   | 96   |
| Тур Фландрії          | DNF  | DNF  | —    |      |
| Париж — Рубе          | DNF  | DNF  | —    |      |
| Льєж — Бастонь — Льєж | —    | —    | —    |      |
| Джиро ді Ломбардія    | —    | —    | —    |      |
| Класичні              |      |      |      |      |
| Змагання              | 2014 | 2015 | 2016 | 2017 |
| Dwars door Vlaanderen | —    | —    | 91   | 162  |
| E3 Харелбеке          | DNF  | DNF  | —    | —    |
| Гент — Вевельгем      | DNF  | DNF  | DNF  |      |
| Амстел Голд Рейс      | —    | —    | DNF  |      |
| Флеш Валонь           | —    | —    | DNF  |      |
| Ваттенфаль Класік     | 114  | 9    | —    |      |

### Виступи
2010
7-й — Trofeo San Rocco
10-й — Молодіжний Три варезенські долини
2011
1-й — GP dell'Arno
1-й на етапі 3 — Tour d'Istrie
2012
9-й — Чемпіонат Європи в груповій гонці
2013
1-й на етапі 2 — Coupe des nations Ville Saguenay
2014
1-й — Кубок Уго Агостоні
1-й на етапі 6 — Тур Японії
2-й — Тур Хайнаня
1-й Очкова класифікація
1-й на етапі 2, 6 и 8
6-й — Гран-прі Бруно Бегеллі
8-й — Кубок Сабатіні
2015
1-й — Гран-прі Лугано
1-й на етапі 7 — Тур Японії
3-й — Gran Premio della Costa Etruschi
3-й — Кубок Уго Агостоні
4-й — Гран-прі кантона Аргау
5-й — Мілан — Сан-Ремо
8-й — Кубок Бернокі
9-й — Ваттенфаль Класік
2016
1-й на етапі 3 — Тур Польщі
3-й — Кэдел Еванс Грейт Оушен Роуд
5-й — Схелдепрейс
6-й — Кюрне — Брюссель — Кюрне
2017
4-й — Піплс Чойс Класік
2019
1-й Тропікалє Амісса Бонго
1-й на етапах 1,2 і 5
1-й Очкова класифікація

## Статистика виступів наГранд Турах
- Тур де Франс
  - Участь:0

- Джиро д'Італія
  - Участь:0

- Вуельта Іспанії
  - Участь:1
    - 2016: схд на етапі 6